# Złośnica zwyczajna
Złośnica zwyczajna (Ponera coarctata) – gatunek mrówek z podrodziny Ponerinae.

## Występowanie
Gatunek śródziemnomorski, w Polsce znany z pojedynczych stanowisk na południu kraju.

## Morfologia
Długość ciała robotnic wynosi 2,5–3,5 mm; ciało brązowe lub brunatnoczarne. Samce czarne.

## Biologia
Zamieszkuje suche zbiorowiska trawiaste oraz widne lasy. Gniazda buduje w ściółce lub pod kamieniami. Zwykle tworzy kolonie monoginiczne, liczące do kilkudziesięciu robotnic. Mrówki drapieżne, odznaczające się spokojnym usposobieniem, trudne do wytropienia, ponieważ robotnice furażują pojedynczo, przeszukując warstwy gleby i ściółki. Lot godowy w sierpniu i wrześniu.

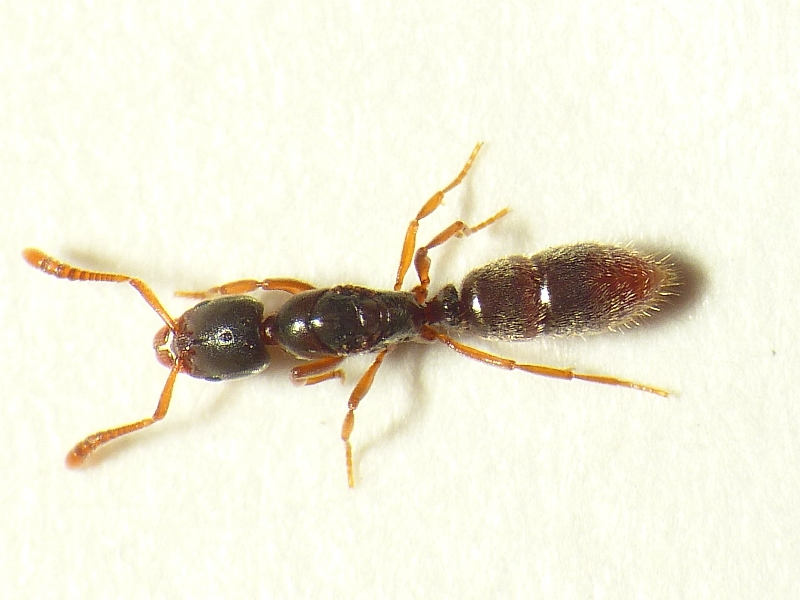
Królowa